# Megatoma cylindrica
Megatoma cylindrica is een keversoort uit de familie spektorren (Dermestidae). De wetenschappelijke naam van de soort werd in 1837 gepubliceerd door Kirby.